# A Sailor Moon Super S epizódjainak listája
Ez a szócikk a Sailor Moon című anime (nálunk "Varázslatos álmok") negyedik évadának epizódismertetőit tartalmazza. A sorozat a TV Asahi és a Toei Animation együttműködésének köszönhetően készülhetett el, 1995-1996-ban. Magyarországon 1999-ben került bemutatásra, az AB International Distribution által végzett szinkronizálás után az RTL Klubon.
Az évad a manga "Dream" történetszálához kapcsolódik. Azonban az anime változat hamarabb elkészült, mint maga a manga, így jelentős különbségek figyelhetők meg a kettő között. Míg a manga sötét tónusú lett, addig az anime bájosabb, a fiatal célközönséget megcélzó, s többek között hiányoznak belőle a külső holdharcosok is. A történet főhőse Csibiusza lett, valamint új ellenségeket és képességeket is bemutatnak.

## Epizódismertető
Az egyszerűség kedvéért az eredeti japán és az RTL Klub által adott magyar epizódcímek szerepelnek az ismertetőben. A szereplők nevei azonban az eredeti japán változatnak megfelelőek.
| 128 | "Unmei no deai! Pegasasu no mau yoru" (運命の出会い!ペガサスの舞う夜) Végzetes találkozás                      | 1995. március 4.     |
| Egy napfogyatkozás után váratlanul megjelenik a város közepén a Dead Moon Circus sátra. Ördögi lények lakják, akiknek a legfontosabb feladata elkapni Pegazust, egy misztikus lovat. Ugyanekkor Pegazus megjelenik Csibiusza álmában. A Dead Moon Circus három ügynöke közül az egyik, Tigrisszem, akcióba lép, hogy megkeresse Pegazust. Megidéz egy szörnyet, amellyel Sailor Moon és Sailor Chibi Moon csak azután tud végezni, hogy Pegazus megjelenik, és új energiával ruházza fel őket.                                                                          | |                      |
| 129 | "Supā henshin futatabi! Pegasasu no pawā" (スーパー変身再び!ペガサスの力) Pegazus ereje                        | 1995. március 11.    |
| Uszagi kérdezősködik Pegazus felől, de Csibiusza megígérte neki az álmában, hogy nem beszél róla. Motoki barátnője hazaérkezik Afrikából, ám kapott egy ajánlatot több éves külföldi munkára. A két szerelmes emiatt vívódik. | |                      |
| 130 | "Mamore haha no yume! Daburu mūn no shin hissatsu waza" (守れ母の夢!Wムーンの新必殺技) Az igazi édesanya       | 1995. március 18.    |
| Pegazus ismét megjelenik Csibiusza álmában, és elmondja neki, hogy ha a holdharcosok bajban lennének, csak fohászkodjon hozzá, és ő ott terem. A Dead Moon Circus másik ügynöke, Sólyomszem a fiatal lányok álmai helyett az idősebb nők álmában keresi Pegazust. Ezért megtámadja Uszagi anyját. A holdharcosok is ott teremnek, Pegazus pedig új fegyvereket és átváltozásokat ad számukra. | |                      |
| 131 | "Pegasasu wo toraero! Amazon no wana" (ペガサスを捕えろ!アマゾンの罠) Pegazus csapdája                         | 1995. március 25.    |
| A Dead Moon Circus két tagja, Sólyomszem és Tigrisszem összefognak, hogy csapdába csalják Pegazust. A művelethez Narut kívánják felhasználni csaliként. | |                      |
| 132 | "Oniai no futari! Usagi to Mamoru no ai" (お似合いの二人!うさぎと衛の愛) Vetélytársak                          | 1995. április 15.    |
| Mamoru egyik egyetemi barátnőjét szemelik ki következő áldozatként, aki titokban szerelmes is belé. Csibiusza aggódik amiatt, hogy nem fog a jövőben megszületni, ha Mamoru mást választ, ezért mindent megtesz, hogy Uszagit rábírja a kesztyű felvételére. | |                      |
| 133 | "Arutemisu no uwaki? Nazo no koneko tōjō" (アルテミスの浮気?謎の子猫登場) Artemisz kalandja                    | 1995. április 29.    |
| Luna kételkedik Artemisz hűségében, aki hiába bizonygatja, hogy ártatlan. Hamarosan felbukkan egy szürke kiscica is, aki azt állítja, hogy Artemisz az ő apja. Hamarosan kiderül azonban, hogy Diana nem más, mint Luna és Artemisz kölyke. Tigrisszem következő célpontja egy apáca. | |                      |
| 134 | "Makoto no yūjō! Tenba ni akogareta shōjo" (まことの友情!天馬に憧れた少女) Regényes álom                       | 1995. május 13.      |
| Egy Pegazusról szóló regény rendkívül népszerű lesz. Cirkónia, a Dead Moon Circus földi vezetője parancsba adja az amazon triónak, hogy járjanak utána, hátha az írónő álmaiban rejtőzik a ló. Makoto régi jó ismerőse a fiatal írónőnek, annak idején ő bírta rá műveinek kiadására. | |                      |
| 135 | "Fureau kokoro! Chibiusa to Pegasasu" (触れ合う心!ちびうさとペガサス) Szívből, szívnek                         | 1995. május 20.      |
| Tigrisszem legújabb célpontja Csibiusza egyik tanára, aki gyermekkora óta arról ábrándozott, hogy gyerekeket szeretne tanítani. Pegazus megjelenik Csibiusza szobájában egy varázsgömb segítségével, hogy több időt tölthessenek együtt. | |                      |
| 136 | "Mamoru wo mamore! Ninja Usagi no yakimochi" (衛を守れ!忍者うさぎのヤキモチ) Gyanúsítgatások                   | 1995. május 27.      |
| Mamoru átmenetileg kénytelen Rei-hez költözni a szentélybe, amiért Uszagi rémesen féltékeny lesz. Nindzsának öltözve kémkedik utánuk, és senki se sejti, hogy Rei lesz a következő áldozat. | |                      |
| 137 | "Ayakashi no mori! Utsukushiki yōsei no izanai" (あやかしの森!美しき妖精の誘い) A tündér                       | 1995. június 3.      |
| Csibiusza elolvas egy tündérekről szóló könyvet, ami nagyon tetszik neki. Találkozik az íróval, és barátságot köt vele. Az amazon trió harmadik tagja, Halszem tündérnek álcázza magát, hogy csapdába csalja az írót. | |                      |
| 138 | "Tengoku made hashire! Yume no kuruma ni kakeru ai" (天国まで走れ!夢の車にかける愛) A vén tragacs              | 1995. június 10.     |
| Ami azt hiszi, hogy Mamoru megcsalja Uszagit. Valójában azonban csak egy nőnek segít, aki egy olyan autót szeretne felújítani, amit még az elhunyt férjével kezdtek el kipofozni. Sólyomszem azonban kiszúrja a nőt, mint lehetséges célpontot. | |                      |
| 139 | "Mezase Nippon ichi! Bishōjo kenshi no nayami" (目指せ日本一!美少女剣士の悩み) Egy nagyon komoly csöpp lány    | 1995. június 17.     |
| Egy lány arról ábrándozik, hogy híres kardvívó harcművész lesz. A saját édesanyja azonban még mindig jobban küzd nála, és ez nagyon frusztrálja őt. A lány Tigrisszem célpontjává válik. | |                      |
| 140 | "Mini ga daisuki! Oshare na Senshitachi" (ミニが大好き!おしゃれな戦士達) Álomgyáros                            | 1995. július 1.      |
| Halszem célpontként egy divattervezőt szemel ki. Uszagi, aki nagy rajongója a ruháinak, megkéri őt, hogy tervezze meg az esküvői ruháját. Helyette azonban sokkal szebb ajándékot kap: a tervező, miután a holdharcosok megmentették, az egyenruhájukból merít új ihletet. | |                      |
| 141 | "Koi no arashi! Minako no futamata daisakusen" (恋の嵐!美奈子のフタマタ大作戦) Matilda bánatos                 | 1995. július 8.      |
| Minakót egyszerre szemelte ki célpontul Sólyomszem és Tigrisszem. Mindkettejükkel randevúzik, ráadásul egy randit ugyanarra az időpontra beszélt meg mindkét személlyel. A probléma csak az, hogy a két ellenség egymással is rivalizál a küldetés megoldása során. | |                      |
| 142 | "Himitsu no yakata! Ai no menyū wo anata ni" (秘密の館!愛のメニューを貴方に) A legjobb recept                  | 1995. július 15.     |
| Dianát egy kis időre magához veszi egy zsémbes hölgy. Csibiusza, a cicát keresve, jobban megismerkedik vele. Kiderül róla, hogy azért olyan kiállhatatlan, mert többen meg szeretnék szerezni a házát, ahol él. Azt viszont nem adhatja el, mert férjével évekkel ezelőtt elhatározták, hogy éttermet nyitnak az épületben. Ő azonban már évek óta nem jött haza, mert jó szakáccsá szeretne válni. | |                      |
| 143 | "Pegasasu wo shinjiru toki! Yon Senshi no supā henshin" (天馬を信じる時!4戦士の超変身) Bizalom                 | 1995. július 22.     |
| A Dead Moon Circus egy hamis Pegazust szabadít a városra, amely tör-zúz. A holdharcosok nemigen bíznak meg benne. Végül azonban, amikor harc közben az ellenség foglyul ejti Sailor Moon-t, a harcosok megbíznak a lóban. Cserébe új egyenruhát és képességeket kapnak. | |                      |
| 144 | "Kirameku natsu no hi! Shiokaze no shōjo Ami" (きらめく夏の日!潮風の少女亜美) Nyári álom                       | 1995. augusztus 12.  |
| Ami, Uszagi, és az öccse leutaznak a tengerpartra. A fiú majdnem megfullad, Ami azonban megmenti az életét. Ezután szerelmes lesz belé, nem is sejtve, hogy Tigrisszem legújabb célpontja Ami. | |                      |
| 145 | "Purima wo nerae! Usagi no barei" (プリマをねらえ!うさぎのバレエ) A sztártáncos                                | 1995. augusztus 19.  |
| Uszagi önként jelentkezik, hogy segédkezik egy balett-előadás megrendezésében. Halszem is csatlakozik a csapathoz, de csak azért, hogy beletekinthessen a balettoktató álmaiba. | |                      |
| 146 | "Jūbangai no kyūjitsu! Mujaki na ōjosama" (十番街の休日!無邪気な王女様) A hercegnő álma                        | 1995. augusztus 26.  |
| Csibiusza és Uszagi találkoznak egy hercegnővel, aki megszökött az őt kísérő őröktől, hogy kicsit megszabaduljon a kötöttségektől. Sólyomszem azonban kiszemelte őt, mint új áldozatot. | |                      |
| 147 | "Unmei no pātonā? Makoto no junjō" (運命のパートナー?まことの純情) A bál                                       | 1995. szeptember 2.  |
| Tigrisszem Makotóval randevúzik, aki úgy hiszi, megtalálta álmai lovagját. Sailor Moon és Sailor Chibi Moon csapdába esnek, amikor megpróbálják megmenteni a célpontként kiszemelt lányt. | |                      |
| 148 | "Kyoaku no kage! Oitsumerareta torio" (巨悪の影!追いつめられたトリオ) A gonosz árnyéka                         | 1995. szeptember 23. |
| Az amazon trióval egyre elégedetlenebbek a Dead Moon Circusnál. Életük veszélyben forog, s csakis Pegazus mentheti meg őket. Halszem ezért célpontként szemeli ki Mamorut. Azonban furcsa érzések kerítik hatalomba, s érdekelni kezdi, nekik miért nincsenek álmaik. | |                      |
| 149 | "Yume no kagami! Amazon saigo no sutēji" (夢の鏡!アマゾン最後のステージ) Beteljesült álmok                     | 1995. október 21.    |
| Halszem rájön, hogy Uszagi nem más, mint Sailor Moon. Azt is felfedezi, hogy Pegazus Csibiusza álmában rejtőzik. Sólyomszem bele akar nézni Uszagi álmába, de Halszem megakadályozza ebben. Közben Cirkónia új csapatot, az amazon kvartettet kívánja alkalmazni, és ezért megidéztet velük egy lényt, hogy pusztítsa el a hasznavehetetlen triót. A félig macska, félig bohóc szörny összetöri Uszagi álomtükrét. Az amazon trió, immár megtérve, a tükör megjavulását kívánja, bár ennek árán meghalnak. Pegazus azonban feltámasztja őket, és álomtükröket ad nekik. | |                      |
| 150 | "Amazonesu! Kagami no ura kara kita akumu" (アマゾネス!鏡の裏から来た悪夢) A cirkusz                           | 1995. október 28.    |
| A városban mindenhol felbukkannak a Dead Moon Circus reklámjai, aminek hatására hatalmas lesz az érdeklődés műsoruk iránt. A legújabb ügynökök, az amazon kvartett, éppen Csibiusza egyik osztálytársát szemelik ki lehetséges célpontként. | |                      |
| 151 | "Shin no pawā bakuhatsu! Ami kokoro no shirabe" (真のパワー爆発!亜美心のしらべ) Molly versei                   | 1995. november 4.    |
| Ami dalszöveget ír egy dalhoz, amelyet egy internetes ismerőse szerzett. A lányok ösztönzik, hogy mutassa meg neki az elkészült művet, de ő fél ettől. Kishitűségét azonban le kell küzdenie, mert a holdharcosok csata közben bajba kerülnek: egy számítógép belsejébe teleportálódnak. | |                      |
| 152 | "Honō no jōnetsu! Māzu ikari no chōhissatsu waza" (炎の情熱!マーズ怒りの超必殺技) Elérhetetlen vágyak          | 1995. november 11.   |
| Rei szerepel egy magazinban, s ennek köszönhetően fellendül a szentély forgalma. Egy nap azonban egy lány érkezik, aki mindenben szeretné Rei-t utánozni, és látszatra elhivatott papnő akar lenni. Az ellenség azonban őt szemeli ki legújabb célpontnak. | |                      |
| 153 | "Kyōfu no haishasan? Parapara no yakata" (恐怖の歯医者さん?パラパラの館) Rettenetes fogászat                   | 1995. november 18.   |
| PallaPalla varázslattal fogszuvasodást terjeszt el az emberek között, hogy egy fogászatra csalja őket, ahol könnyebben belepillanthat álmaikba. Uszagi és Csibiusza mindig is hanyagolták a fogmosást, így az ő esetükben nem is lett csoda, hogy fogorvoshoz kelljen menniük. Egyedül azonban nem mernek, ezért Mamorut kérik meg, hogy kísérje el őket. Az epizód a "Csibiusza képes naplója" mangasorozat harmadik történetét dolgozza fel. | |                      |
| 154 | "Yume taiketsu! Minako to Makoto zekkō sengen" (夢対決!美奈子とまこと絶交宣言) Vénusz tündér és Jupiter tündér | 1995. november 25.   |
| Makoto és Minako egyaránt a kedvére szeretnének tenni egy iskolaigazgatónak, és segédkeznek egy rendezvény lebonyolításában. Mivel azonban egymás ellenében dolgoznak, megsértődnek egymásra. Ki kell azonban békülniük, és új erejüket is használniuk kell, mert az amazon kvartett újra akcióba lépett. | |                      |
| 155 | "Kyōfu wo koete! Jiyū he no jampu" (恐怖を越えて!自由へのジャンプ) Ugrás a szabadságba                         | 1995. december 2.    |
| Csibiusza egyik osztálytársa fél a közelgő sportnaptól, noha ügyes atléta. A gond csak az, hogy képtelen megcsinálni a szekrényugrást. JunJun lesz az edzője, miközben Csibiusza ugyancsak szeretne minél jobb formában lenni. | |                      |
| 156 | "Yume wo miushinawanaide! Shinjitsu wo utsusu kagami" (夢を見失わないで!真実を映す鏡) Az igazság tükre         | 1994. december 17.   |
| Csibiusza és Uszagi találkoznak egy éhező, de tehetséges rajzművésszel. Az ő tragédiája az, hogy mindenki azt mondja neki, hogy a rajzai nem a valóságot ábrázolják, noha igencsak valósághűek. CereCere kiszemeli őt lehetséges célpontnak, és szeretné a saját portréját is elkészíttetni. | |                      |
| 157 | "Pegasasu ga kieta!? Yure ugoku yūjō" (ペガサスが消えた!?ゆれ動く友情) Az igazi barátok                        | 1995. december 16.   |
| Csibiusza nem tartja igaz barátjának Pegazust, mert az nem hajlandó mindent elmondani neki magáról. Végül azonban rájön, hogy talán a bizalom a legfontosabb dolog. A legújabb célpont ezúttal egy fiú, aki repülő biciklit épített, és szárnyalni szeretne vele. | |                      |
| 158 | "Pegasasu no himitsu! Yume sekai wo mamoru bishōnen" (天馬の秘密!夢世界を守る美少年) Pegazus titka             | 1995. december 23.   |
| Csibiusza nagylány szeretne lenni, Uszagi pedig kisgyerek, hogy ne kelljen a matekkal bajlódnia. PallaPalla varázslattal felcseréli kettejük életkorát, ám ennek köszönhetően Pegazus többé nem tud megjelenni, ugyanis teljesült Csibiusza nagy álma. Csibiusza azonban inkább Pegazust választja az álmai helyett, s ezzel megtöri a varázst. Pegazusról kiderül, hogy ő valójában Héliosz, akinek a testét foglyul ejtette a Dead Moon Circus, de a ló képében rejtőzködő lelkére is szükség van, hogy a hatalmas erejű Aranykristályt gonosz célokra használhassák. | |                      |
| 159 | "Chibiusa no chīsana koi no rapusodi" (ちびうさの小さな恋のラプソディ) Az új fiú                               | 1996. január 13.     |
| Csibiusza szerelmes lesz Hélioszba, a lányok pedig azt találgatják, ki lehet választottja, akiről nem beszél. Minden alkalmat kihasználnak arra, hogy kifaggassák, s végül azt hiszik, hogy rájöttek, ki az. Az illető azonban célponttá válik. | |                      |
| 160 | "Otona ni naru yume! Amazonesu no tōwaku" (大人になる夢!アマゾネスの当惑) A felnőttkor                         | 1996. január 20.     |
| Minako megkéri a lányokat, hogy menjenek el vele egy felnőtté válási ceremóniára segédkezni, mert ott sok jóképű fiúval találkozhatnak. Az amazon kvartett civil inkognitóban megjelenik a helyszínen, mint önkéntes, noha fogalmuk sincs arról, mit jelent felnőttnek lenni. | |                      |
| 161 | "Ugoki dashita kyōfu! Yami no joō no mashu" (動き出した恐怖!闇の女王の魔手) Az ellenség karmai között          | 1996. január 27.     |
| Nehellénia királynő, a Dead Moon Circus mögött álló mesterelme készen áll arra, hogy kiszabaduljon az őt foglyul ejtő tükörből, és leigázza a világot. Ennek előjeleként a várost elborítja a félhomály, és mindenfelé pókhálók jelennek meg. Mamoru pedig, akinek a védőbolygója a Föld, a bolygó állapotával együtt lesz rosszabbul. Az amazon kvartett és a holdharcosok felfedezik egymás kilétét. | |                      |
| 162 | "Yami no shingenchi Deddo Mūn Sākasu" (闇の震源地デッドムーンサーカス) A cirkusz 2.                            | 1996. február 3.     |
| Nehellénia természetfeletti erővel látja el az amazon kvartettet. A holdharcosok felveszik velük a harcot, de sikertelenül. A cirkuszban kóborló holdharcosokra felfigyel Cirkónia is, aki végül bizonyos lesz abban, hogy Csibiuszánál van az aranytükör, s meg is próbálja elvenni tőle. | |                      |
| 163 | "Kagami no meikyū! Toraerareta Chibi Mūn" (鏡の迷宮!捕えられたちびムーン) A tükör másik oldala                 | 1996. február 10.    |
| A holdharcosok csapdába kerülnek egy tükrökkel teli labirintusban. Mindegyikük elkülönül a másiktól, s a tükörben hamis álomképek jelennek meg. Az amazonkvartett egy bábuval helyettesíti Csibiuszát, mert szeretnének Pegazuson lovagolni. Válaszul Cirkónia bebörtönzi őket és elveszi az erejüket. | |                      |
| 164 | "Gōruden Kurisutaru shutsugen! Neherenia no maryoku" (黄金水晶出現!ネヘレニアの魔力) Az aranykristály          | 1996. február 17.    |
| Az amazonkvartett elpusztítja a Nehellénia által nekik adott gömböket, melyekből erejüket merítik, hogy szabadok lehessenek. Önzetlen viselkedésükkel a holdharcosokat segítik ki. Nehellénia közben kiszabadul tükréből, és életre kelti Héliosz Aranykristályát. | |                      |
| 165 | "Kurisutaru kagayaku toki! Utsukushiki yume no chikara" (クリスタル輝く時!美しき夢の力) Kristályerő            | 1996. február 24.    |
| Az amazonkvartett kicseréli az aranykristályt egy ananászra, majd odaadják azt Sailor Moon-nak. Ő azonban nem tudja használni a kristály varázserejét. Csibiusza azonban képes rá, s a kristály segítségével hívja fel a világ lakói arra, hogy ne hagyják veszni álmaikat. Együttes erejük végül megfékezi Nehelléniát. Mindeközben Mamoru, mint Endymion herceg, érdekes beszélgetést folytat le Héliosszal, álmában. | |                      |
| 166 | "Yume yo itsumademo! Hikari, ten ni michite" (夢よいつまでも!光, 天に満ちて) Az örök álom                      | 1996. március 2.     |
| Csibiusza megpróbálja elpusztítani Nehelléniát az aranykristállyal, de nem sikerül neki: a nő elrabolja. Sailor Moon a nyomába ered, s felfedezi, hogy Nehellénia valójában egy öreg és csúnya nő. Szépségét a kegyenceitől ellopott álmok révén tartotta fenn. Sailor Moon véget vet ördögi terveinek és visszazárja őt tükre börtönébe. Csibiusza végül búcsút int Héliosznak, és reméli, hogy egy szép napon még találkoznak. | |                      |

## Speciális epizódok
1995. április 8-án Japánban egy negyvenöt perces különleges epizód került levetítésre. Ezt sok országban nem vették át, ahogy Magyarországon sem került bemutatásra. Körülbelül a 130. rész után játszódik, és három kisebb történetet mutatnak be benne.

### Első film
A történet a "Csodálatos átváltozás? A bőgőmasina Uszagi fejlődésének naplója" címet viseli japánul. Csibiusza és Uszagi éppen a Pegazustól kapott új brossukkal vannak elfoglalva, Luna pedig próbálja őket rávenni, hogy koncentráljanak a küldetésre. Csibiusza megkérdezi Uszagitól, milyen érzés volt, amikor megtudta, hogy ő Sailor Moon. Ő erre elmeséli küzdelmeiket a Dark Kingdom ellen, majd szóba jön a harc a Black Moon Clan ellen, és Sailor Chibi Moon színre lépése is. Az epizód végén pedig a lányok elgondolkodnak rajta, vajon mit csinálhat éppen két rég látott harcostársuk, Haruka és Micsiru.

### Második film
A második sztori a "Haruka és Micsiru visszatérése – a szellemes bábszínház" címet viseli japánul. Micsiru ellátogat egy hasbeszélőművész előadására, ahol gonosz erőket érzékel, miközben Haruka betegen fekszik otthon. A művészről kiderül, hogy valójában a Dead Moon Circus egyik lénye, s a két harcos kénytelen felvenni a harcot a bábbal.

### Harmadik film
A "Csibiusza kalandja – a rettegett vámpírkastély" egy mangatörténet feldolgozása. Csibiusza osztályába egy különös lány iratkozik be, aki nagyon furcsán viselkedik. Miután több osztálytársa is eltűnik, a harcoslányokkal úgy vélik, hogy a lány egy vámpír, és elmennek utánajárni a dolgoknak. Az epizód végén visszakerülünk Uszagiékhoz, akiket Ami arról értesít, hogy új ellenség bukkant fel, és ideje akcióba lépni.

## Szinkronhangok
| Főszereplő                  | Japán hang         | Magyar hang                    |
| --------------------------- | ------------------ | ------------------------------ |
| Sailor Moon/Cukino Uszagi   | Micuisi Kotono     | Csondor Kata                   |
| Tuxedo Mask/Csiba Mamoru    | Furuja Tóru        | Holl Nándor                    |
| Csibiusza/Sailor Chibi Moon | Araki Kae          | Molnár Ilona                   |
| Sailor Mercury              | Hikaszava Aja      | Mics Ildikó                    |
| Sailor Mars                 | Tomizava Micsie    | Dögei Éva                      |
| Sailor Jupiter              | Sinohara Emi       | Kökényessy Ági                 |
| Sailor Venus                | Fukami Rika        | Kiss Virág                     |
| Oszaka Naru                 | Kakinuma Sino      | Zsigmond Tamara                |
| Gurió Umino                 | Nanba Keiicsi      | Bartucz Attila                 |
| Luna                        | Han Keiko          | Somlai Edina                   |
| Artemis                     | Takato Jaszuhiro   | Németh Zsuzsa                  |
| Diana                       | Nisihara Kumiko    |                                |
| Héliosz                     | Macuno Taiki       | Szokol Péter                   |
| Pegazus                     | Macuno Taiki       | Hirling Judit                  |
| Motoki                      | Szató Hirojuki     | Seszták Szabolcs               |
| Juicsiró                    | Simada Bin         | Sótonyi Gábor                  |
| Cukino Ikuko                | Takagi Szanae      | Csizmadia Gabi                 |
| Cukino Singó                | Kavasima Csijoko   | Halasi Dániel                  |
| Cirkónia                    | Kjóda Hiszako      | Garai Róbert                   |
| Nehellénia                  | Szakakibara Josiko | Koffler Gizi                   |
| Tigrisszem                  | Okiaju Rjótaró     | Szokol Péter                   |
| Sólyomszem                  | Furukava Tosio     | Imre István                    |
| Halszem                     | Isida Akira        | Ősi Ildikó                     |
| CereCere                    | Amano Juri         | Simon Eszter                   |
| VesVes                      | Hagimori Dzsunko   | Simonyi Piroska Németh Borbála |
| JunJun                      | Vatanabe Kumiko    | Tátrai Zita                    |
| PallaPalla                  | Tojosima Macsiko   | Ősi Ildikó                     |

## Eltérések a mangához képest
- Az anime jóval vidámabb körítést kapott, míg a manga, a szokásokhoz híven, eléggé sötét lett.
- A mangában a lányok felvételt nyertek az új középiskolába, és már az új egyenruhájukban láthatjuk őket. Az animében ez csak az ötödik évad elején történik meg, mivel a negyedik évad időrendileg a harmadikkal játszódik egy időben, némi ellentmondást okozva ezzel.
- Mamoru egészsége csak az évad végén kezd el látványosan megromlani.
- Az anime negyedik évada teljes egészében mellőzi a külső holdharcosok szerepeltetését, csak a speciális epizódokban és a mozifilmben jelennek meg (kivéve Sailor Saturn-t).
- Az Amazon Trio sokkal jelentősebb és kidolgozottabb szerepet kapott.
- Az Amazoness Quartet a mangában nem más, mint Sailor Chibi Moon jövőbeli harcoscsapata, akiket az ellenség kerített a hatalmába. Az animében azonban egyszerűen csak artistalányok, akik örökre gyerekek szeretnének maradni.
- Artemis és Diana a mangában láthatóak emberi alakban, akárcsak az animében kidolgozatlan hollók, Phobos és Deimos.
- Halszem az animében transzszexuális karakterként van ábrázolva.
- A mangában a keresett Aranykristály Mamoru testében van, az animében Héliosz fején található.
- Ugyancsak a mangában a harcosok új alakot nyernek el a történet végén.
- Az animében Nehellénia háttértörténete kidolgozottabb, és felfedezhető benne némi jóság, amely megmenti őt a végén. Ezzel szemben a mangában tisztán gonosz, aki átkot bocsát a földiekre, és itt meg is hal.